# Andreas Hölzl
Andreas Hölzl est un footballeur international autrichien né le 16 mars 1985. Il joue au poste de milieu de terrain.